# Tom Robinson

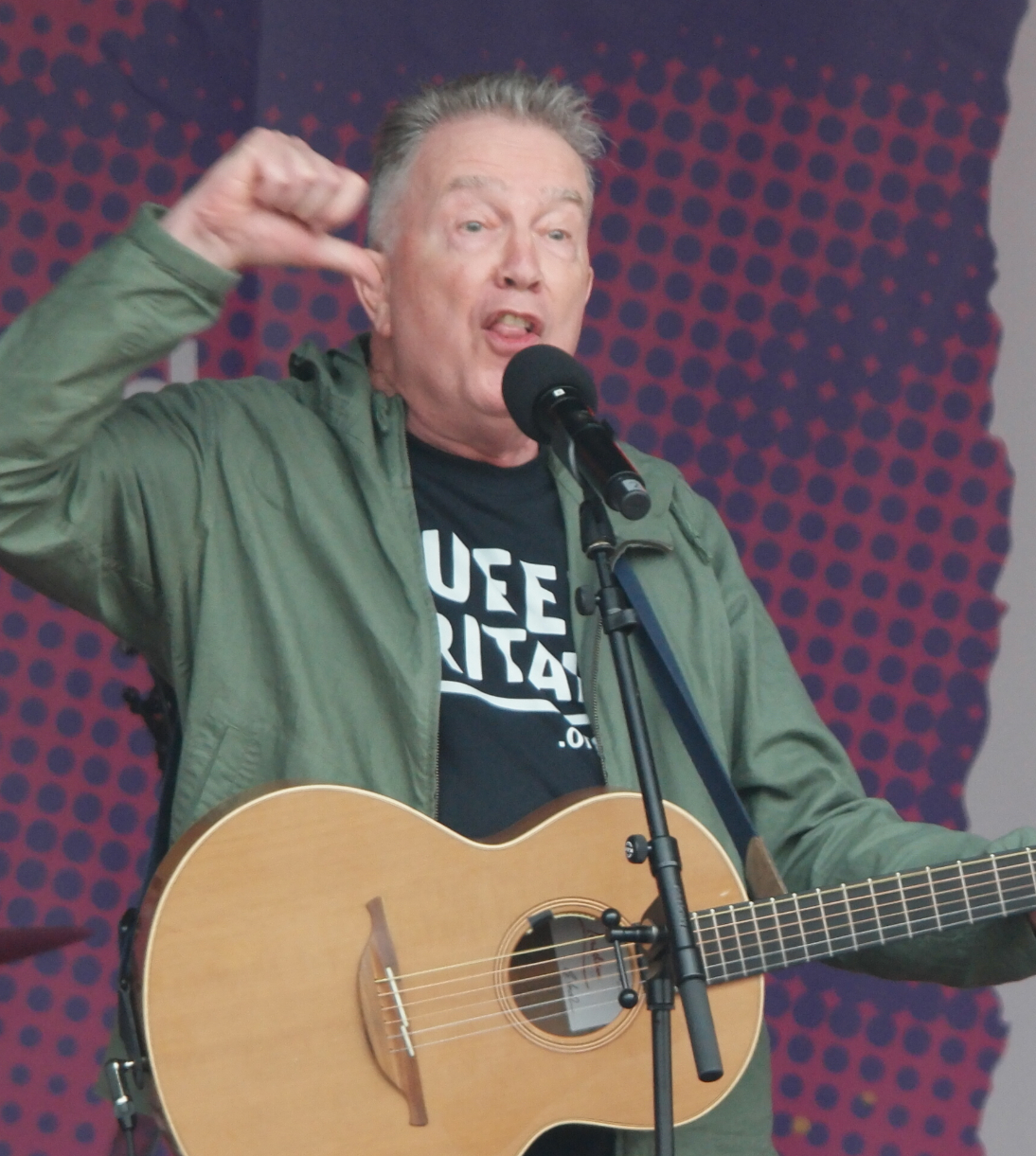
Tom Robinson (2019)

Tom Robinson (* 1. Juni 1950 in Cambridge) ist ein britischer Musiker (Bass und Gesang) und Songwriter, der auch als Hörfunkmoderator tätig ist.

## Jugend und erste Gehversuche
In Cambridge geboren, erlernte Tom Robinson schon während seiner Schulzeit das Spielen von Klarinette, Oboe und vor allem Bass. Er hatte drei Geschwister: Matthew, George und Sophie. Mit 16 wurde er in ein Heim für schwer erziehbare Jugendliche eingewiesen, das er erst als 23-Jähriger wieder verlassen durfte. In diesem Heim lernte er den späteren Gitarristen seiner Tom Robinson Band Danny Kustow kennen. 1975 gehörte Robinson zu dem Folk-Trio „Cafe Society“, das im selben Jahr noch seine erste und einzige LP veröffentlichte.

## Tom Robinson Band
Danach beschäftigte er sich mit verschiedenen Musik- und Theaterprojekten, ehe er im Januar 1977 mit Danny Kustow (Gitarre), Mark Ambler (Keyboard) und Brian Taylor (Schlagzeug) die Tom Robinson Band gründete. Bereits die erste Single 2-4-6-8 Motorway wurde in England ein Riesenhit. Das im Mai 1978 veröffentlichte Debütalbum Power in the Darkness wurde ebenfalls ein voller Erfolg. Die Tom Robinson Band spielte engagierte kraftvolle Rocksongs gegen staatliche Repressionen (Up Against the Wall, We Ain’t Gonna Take It), Rassismus (The Winter of ’79) und eine verlogene Sexualmoral (Glad to Be Gay). Tom Robinson lebte von Anfang an offen homosexuell und bekannte sich zu seiner linkspolitischen Einstellung. Wegen des gitarrenbetonten Sounds sowie der Aggressivität und brillanten Einfachheit ihrer Songs wurden Tom Robinson und seine Band zu der damals gerade aufkommenden Punkbewegung gerechnet. Als das zweite Album TRB Two im Frühjahr 1979 den Erfolg des Vorgängers nicht wiederholen konnte, löste Robinson die Band auf.
In der Zeit zwischen 1978 und 1982 arbeitete Robinson mit Peter Gabriel zusammen. Das von Gabriel unveröffentlichte Lied Bully for You wurde 1979 von der Tom Robinson Band auf dem Album TRB Two (3:20) und als Single veröffentlicht.

## Die Zeit als Solist
1980 formierte er unter dem Namen Sector 27 eine neue Band, deren erste und einzige LP ebenso unbeachtet blieb wie Tom Robinsons 1981 veröffentlichtes Solo-Debüt North By Northwest.  1982 irritierte Tom Robinson das Publikum mit der in deutscher Sprache aufgenommenen Single Tango an der Wand. Doch absolvierte er 1982 eine bemerkenswerte Tour mit der Ost-Berliner Band NO 55 durch die DDR und die ČSSR.
Mit Peter Gabriel entstanden die beiden Titel Atmospherics und Merrily Up On High gemeinsam mit Gabriel als Songwriter, die 1982 auf dem Album North by Northwest veröffentlicht wurden. Merrily Up On High wurde bereits am 21. Dezember 1978 in der Radiosendung Nicky Horne’s Capital Radio Show erstmals gespielt.
Erst 1983 gelang Robinson mit den Singles War Baby und Listen To The Radio ein überraschendes Comeback. Auch das ein Jahr später veröffentlichte Album Hope And Glory verkaufte sich in England sehr gut. Er hatte seine Songs poppiger und tanzbarer gestaltet und hatte damit noch einmal kurzzeitig Erfolg.
Danach wurde es jedoch wieder still um Tom Robinson, obwohl er weiterhin regelmäßig Platten veröffentlichte. Zudem war es Robinson während seiner ganzen Karriere nicht gelungen, außerhalb Großbritanniens kommerzielle Erfolge zu erlangen. Heute arbeitet er hauptsächlich als Radio-DJ für BBC Radio 6 Music, macht aber immer noch hin und wieder Musik.

## Diskografie

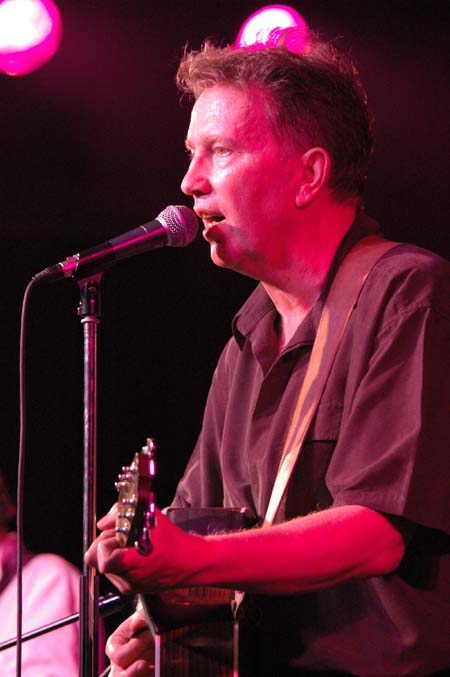
Tom Robinson (2004)

### Alben
| Jahr | Titel          | Höchstplatzierung, Gesamtwochen, AuszeichnungChartsChartplatzierungen (Jahr, Titel, Platzierungen, Wochen, Auszeichnungen, Anmerkungen) | Anmerkungen |
| Jahr | Titel          | UK | Anmerkungen |
| ---- | -------------- | --- | ----------- |
| 1984 | Hope and Glory | UK21 (5 Wo.)UK |             |

Weitere Alben
- 1975: Cafe Society (mit Cafe Society)
- 1980: Sector 27 (mit Sector 27)
- 1981: North by Northwest
- 1982: Cabaret '79
- 1986: Still Loving You
- 1987: Live – Midnight at the Fringe
- 1989: Back in the Old Country
- 1992: Living in a Boom Time
- 1994: Love Over Rage
- 1996: Having It Both Ways
- 1997: Blood Brother
- 2001: Smelling Dogs

### Singles
| Jahr | Titel Album                                      | Höchstplatzierung, Gesamtwochen, AuszeichnungChartsChartplatzierungen (Jahr, Titel, Album, Platzierungen, Wochen, Auszeichnungen, Anmerkungen) | Anmerkungen |
| Jahr | Titel Album                                      | UK | Anmerkungen |
| ---- | ------------------------------------------------ | --- | ----------- |
| 1983 | War Baby Hope and Glory                          | UK6 (9 Wo.)UK |             |
| 1983 | Listen to the Radio: Atmospherics Hope and Glory | UK39 (7 Wo.)UK |             |
| 1984 | Back in the Old Country Hope and Glory           | UK79 (4 Wo.)UK |             |
| 1984 | Rikki Don’t Lose That Number                     | UK58 (4 Wo.)UK |             |
| 1986 | Still Loving You                                 | UK88 (2 Wo.)UK |             |
| 1987 | Feel So Good Still Loving You                    | UK93 (1 Wo.)UK |             |

Weitere Singles
- 1980: Can’t Keep Away
- 1980: Not Ready
- 1980: Invitation
- 1981: Total Recall
- 1982: Now Martin’s Gone
- 1985: Prison
- 1986: Nothing Like the Real Thing
- 1987: Spain
- 1988: Hard Cases
- 1990: Blood Brother
- 1992: Living in a Boom Time
- 1994: Hard
- 1996: Connecticut